# Film, Flirt og Forlovelse
Film, Flirt og Forlovelse (også kendt som Fy og Bi-film 02) er en dansk komediefilm fra 1921. Filmen er instrueret af Lau Lauritzen Sr. og med Carl Schenstrøm og Harald Madsen i hovedrollerne som Fyrtårnet og Bivognen. Filmen er den første Fy og Bi-film.

## Medvirkende
- Carl Schenstrøm som Fyrtaarnet
- Harald Madsen som Bivognen
- Oscar Stribolt som Herren
- Olga Svendsen som Fruen
- Ingeborg Bruhn Bertelsen som Datteren
- Gorm Schmidt som Sønnen
- Victor Montell som Peter Plum
- Torben Meyer som Baronen
- Sonja Theill som Primadonnaen
- Lauritz Olsen som Instruktøren
- Hans W. Petersen
- Alice O'Fredericks
- Christian Johansen som Pilot
- Jørgen Lund
- Alex Suhr
- Eva Sørensen
- Grete Blomsterberg
- Ellen Frederiksen
- Misse Buch
- Carla Høy
- Hugo Bendix
- Dyveke Christensen